# Triatlo
Triatlo é uma palavra grega que designa um evento atlético composto por três modalidades. Atualmente, o nome triatlo é em geral aplicado a uma combinação de natação, ciclismo e corrida, nessa ordem e sem interrupção entre as modalidades. Exceto o Ultraman que é feito em três dias.

## Formato
Pode-se dizer que o triatlo moderno surgiu no San Diego Track Club na década de 1970. A primeira grande competição de triatlo, entretanto, foi o Ironman Triathlon, organizado em 1978 no Havaí. Naquela ocasião, a competição foi organizada com o intuito de esclarecer qual dos atletas (nadador, ciclista ou corredor) tinha o melhor condicionamento físico, que possuía a maior resistência. Era uma competição genuinamente individual, na qual não era permitida interações entre alguns competidores que viessem a prejudicar os demais. Por exemplo, não era permitida a prática conhecida como vácuo (que é a redução da resistência aerodinâmica em até 30%, conseguida pelo atleta que se posiciona atrás de outro) durante a etapa de ciclismo.
A modalidade estreou no programa nos jogos de Sydney no ano 2000, fundada em 1989. Tais modificações, aplicadas com o fim de tornar a modalidade mais atrativa ao público, alteraram consideravelmente a dinâmica da prova e afastaram-na dos princípios que guiaram o nascimento da modalidade, mas aproximaram o esporte de requisitos necessários para ingressar no âmbito dos esportes olímpicos. Algumas das alterações mais importantes para que o triatlo se tornasse um esporte olímpico dizem respeito aos uniformes e a exposição de logo de patrocinadores nos uniformes dos atletas. Além disso, nos Jogos Olímpicos os países podem, de acordo com critérios de desempenho, enviar no máximo três atletas tanto no masculino, quanto no feminino, que farão parte de uma mesma seleção de seus países.

## Classificação
Pode-se classificar as provas de Triatlo de acordo com as distâncias percorridas e com os locais onde as provas são disputadas. As principais são as seguintes:
- Sprint: 750 metros de natação / 20 km de ciclismo / 5 km de corrida
- Triatlo Olímpico: 1,5 km de natação / 40 km de ciclismo / 10 km de corrida
- Meio-Ironman ou Ironman 70.3: 1.9 km de natação / 90 km de ciclismo / 21 km de corrida
- Ironman: 3,8 km de natação / 180 km de ciclismo / 42 km de corrida
- Ultraman: 10 km de natação / 421 km de ciclismo / 84 km de corrida (esta prova é a única que é feita em três dias)
- Duplo Ultra Triatlo: 7,6 km de natação / 360 km de ciclismo / 84 km de corrida
- Triplo Ultra Triatlo: 11,4 km de natação / 540 km de ciclismo / 126 km de corrida
- Quintuplo Ultra Triatlo: 19 km de natação / 900 km de ciclismo / 211 km de corrida
- Deca Ultra Triatlo: 38 km de natação / 1800 km de ciclismo / 422 km de corrida

Existe também uma variante de inverno deste desporto que tem lugar na neve e que geralmente consiste de esqui de cross country, ciclismo de montanha e corrida (nesta ordem).
Outras variantes populares são os chamados triatlos de aventura ou off Plicou, que consistem de natação, ciclismo de montanha e corrida cross copri e o Triatlo Rápido, que consiste em provas menos longas, totalizando menos de vinte minutos por bateria, em baterias subsequentes com intervalos pré-determinados.